# 木花駅
木花駅（きばなえき）は、宮崎県宮崎市大字熊野にある、九州旅客鉄道（JR九州）日南線の駅である。

## 歴史

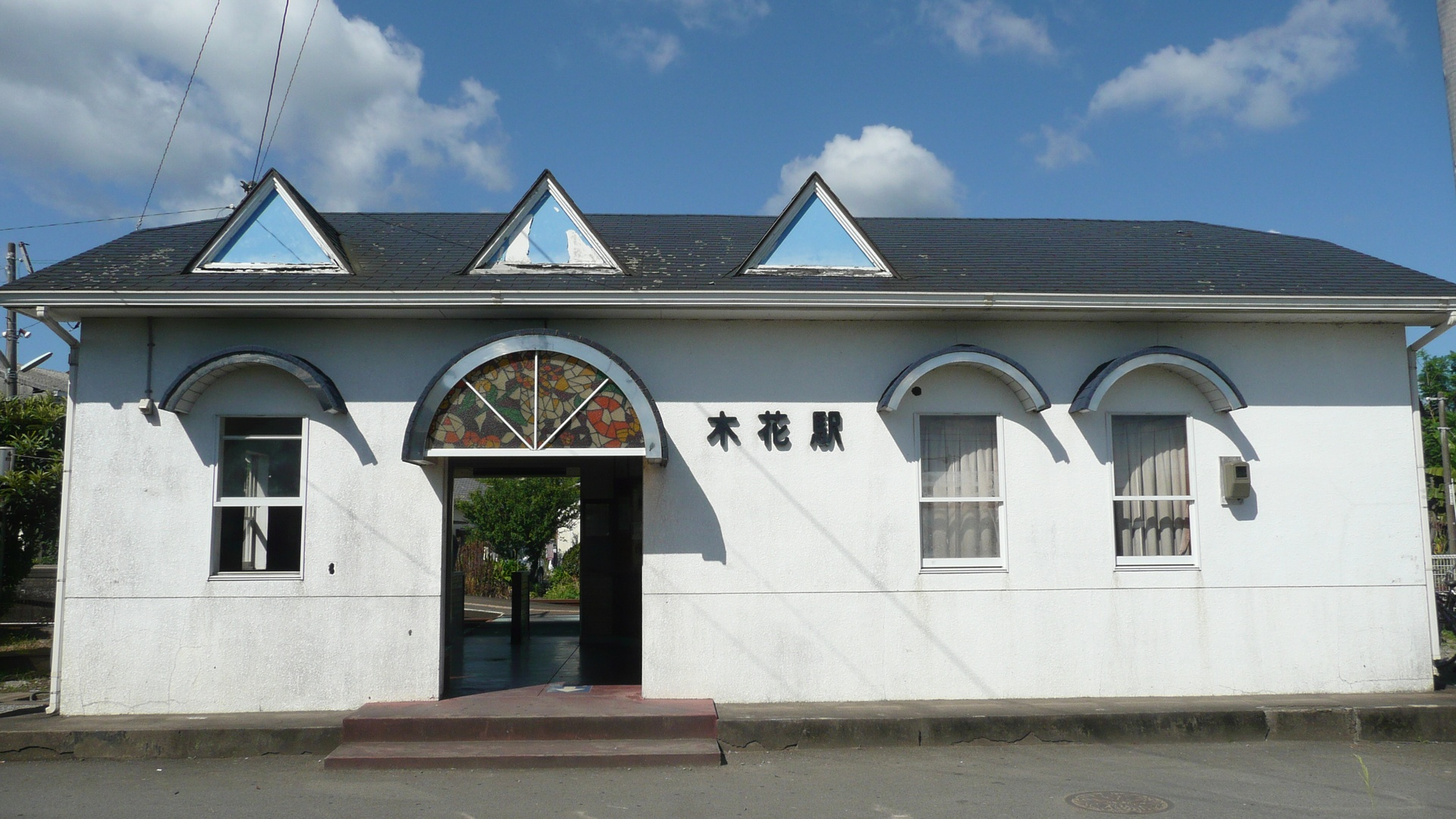
塗装前の駅舎（2008年7月）

- 1913年（大正2年）10月31日：宮崎軽便鉄道（後の宮崎交通線）赤江駅（現・南宮崎駅） - 内海駅間開通時に開設[2]。
- 1962年（昭和37年）7月1日：宮崎交通線の駅としては廃止[2]。
- 1963年（昭和38年）5月8日：国鉄日南線の駅として開設[1][2]。
- 1987年（昭和62年）4月1日：国鉄分割民営化に伴い、JR九州の駅となる[2]。
- 2014年（平成26年）
  - 3月末：西口に交通広場が完成。
  - 4月1日：西口前ロータリーに木花巡回バス（愛称：このはなバス）のバス停新設[3]。
  - 7月：西口前ロータリーに宮崎交通バス停新設。
- 2015年（平成27年）：駅舎北側にトイレ新設。これに伴い、老朽化した駅舎南側のトイレは閉鎖。
- 2016年（平成28年）：東口交通広場（駅前ロータリー）完成[4][5][6]。
- 2022年（令和4年）
  - 1月29日：駅舎が読売ジャイアンツカラーへ塗替え[7][8]。
  - 4月1日：宮崎支社発足、鹿児島支社から同支社へ移管[9]。
- 2025年（令和7年）度：ICカード「SUGOCA」が利用可能となる予定[10]。

## 駅構造

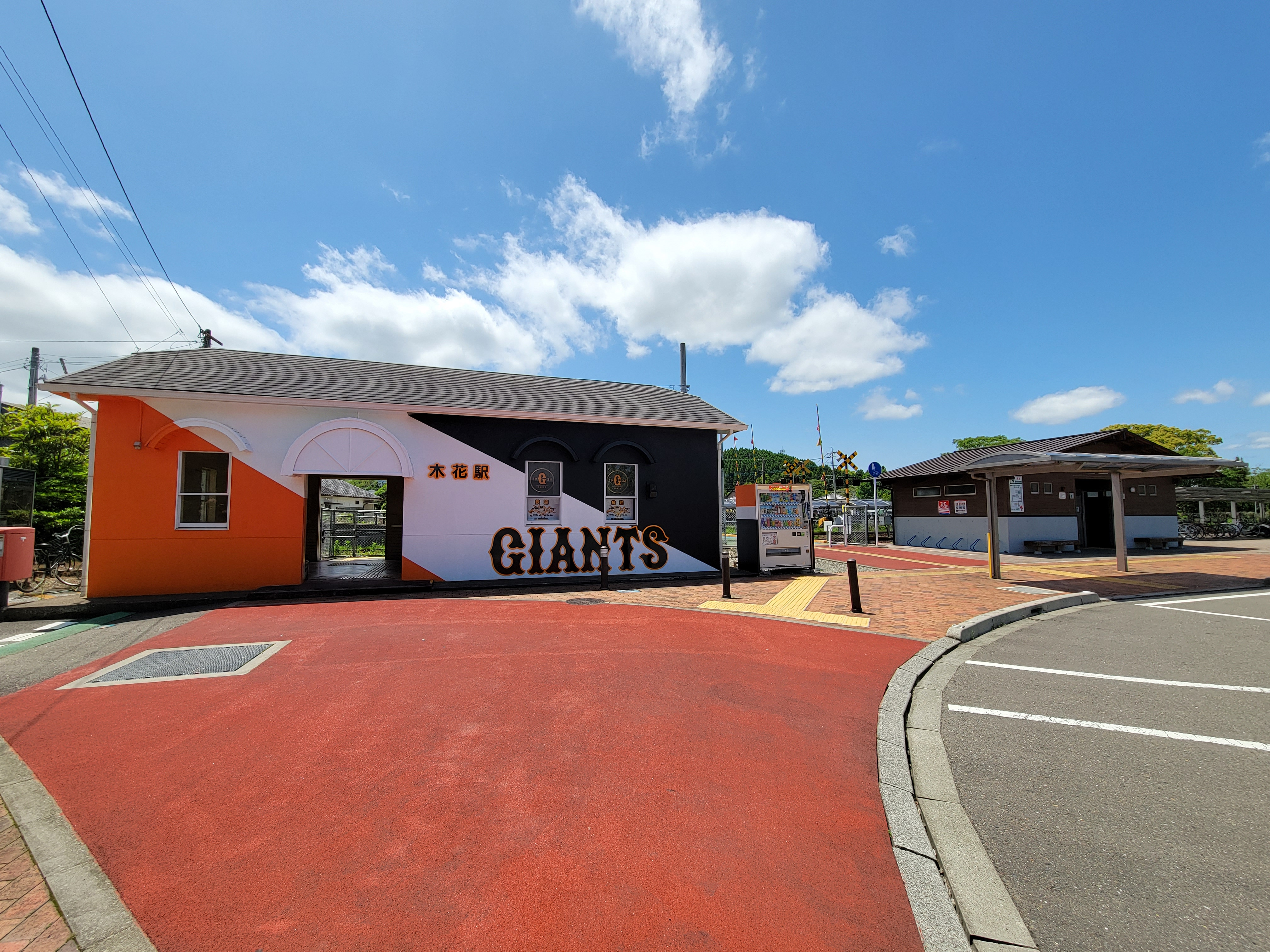
東口と北側に整備されたトイレ（2022年）

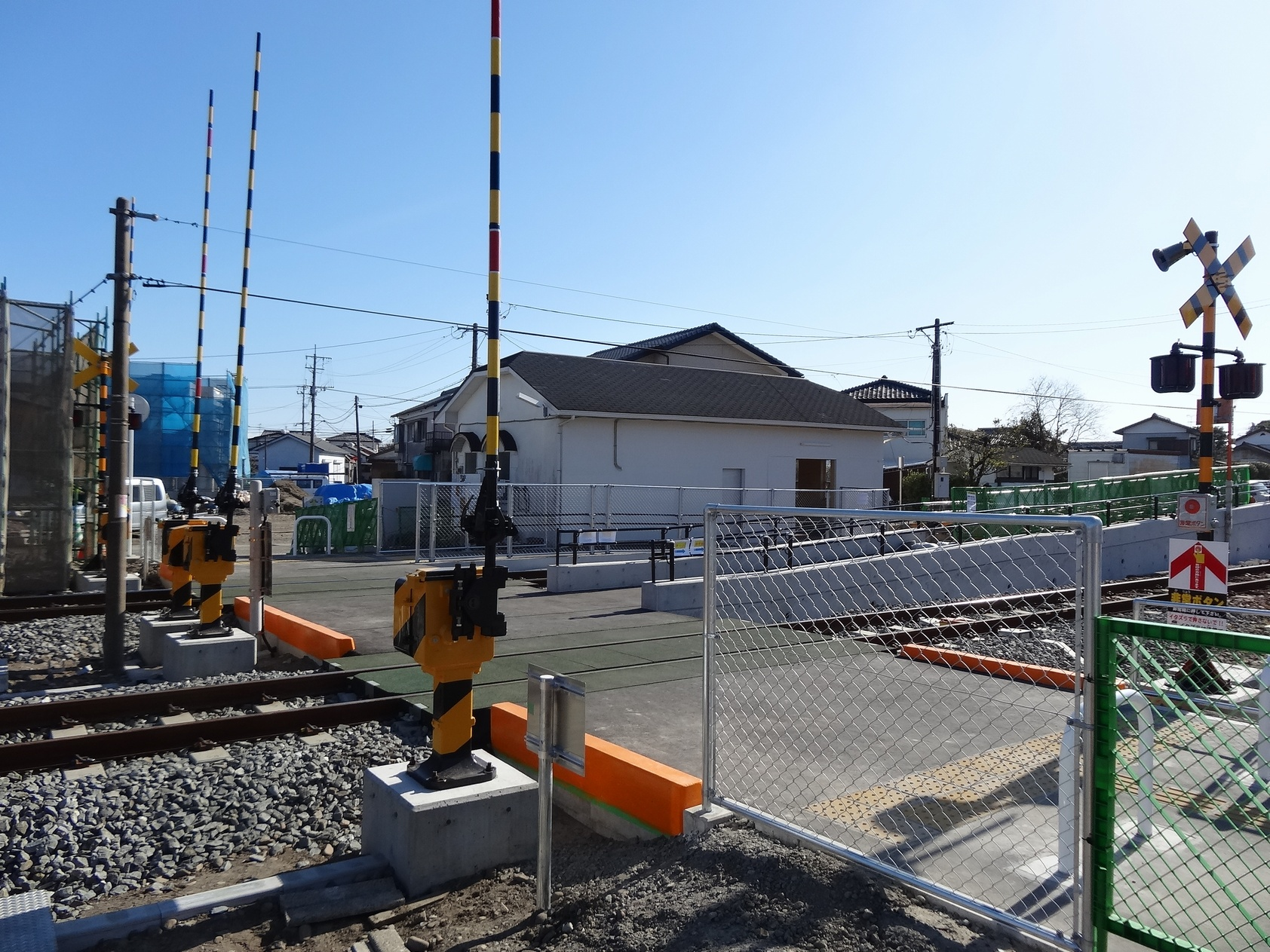
西口とホーム及び駅舎（東口）を連絡する踏切（2015年）

島式ホーム1面2線を有する列車交換可能な地上駅。ホーム西側に引込線が1線あり、駅東口に小振りで可愛らしい木造駅舎を備える。
無人駅。宿直室や窓口、転轍テコ跡等が残る。ベンチも木製である。駐輪場は東口・西口それぞれの駅前ロータリーにある。簡易型自動券売機は東口駅舎内に設置されていたが、西口整備に伴ってホーム上へ移動した。
当駅が読売ジャイアンツのキャンプを行う宮崎県総合運動公園硬式野球場に近いため「ジャイアンツカラー」に塗り替えられた。待合室には、選手のサイン入りのバットや写真等が展示されている。（同様の取組みは油津駅、南郷駅に続き日南線で3例目）
西口前ロータリーは宮崎都市圏の公共交通利用促進事業として整備され、2014年3月末に完成。同年4月1日より木花巡回バス（愛称・このはなバス）のバス停が新設され、同年7月には宮崎交通のバス停も設置された。
西口前ロータリー完成以前の2013年5月11日 - 6月14日には、社会実験として当駅から宮崎大学・大学病院までのフィーダーバスが運行されていた。
更にその後、駅舎側の東口にも交通広場（駅前ロータリー）整備が行われ、2015年末 - 2016年春にかけて整備が完了した。また駅舎北側には木造トイレが新設され、それまで使われていた駅舎南側のトイレは閉鎖された。

### のりば
| のりば         | 路線    | 方向 | 行先             |
| -------------- | ------- | ---- | ---------------- |
| 東側（駅舎側） | ■日南線 | 下り | 油津・志布志方面 |
| 西側           | ■日南線 | 上り | 南宮崎・宮崎方面 |

## 利用状況
2023年（令和5年）度の1日平均乗車人員は352人である。
「宮崎県統計年鑑」における近年の1日平均乗車人員の推移は以下の通り。
| 年度   | 1日平均 乗車人員 |
| ------ | ---------------- |
| 1996年 | 282              |
| 1997年 | 318              |
| 1998年 | 317              |
| 1999年 | 303              |
| 2000年 | 307              |
| 2001年 | 289              |
| 2002年 | 295              |
| 2003年 | 323              |
| 2004年 | 348              |
| 2005年 | 333              |
| 2006年 | 339              |
| 2007年 | 326              |
| 2008年 | 322              |
| 2009年 | 281              |
| 2010年 | 303              |
| 2011年 | 295              |
| 2012年 | 325              |
| 2013年 | 343              |
| 2014年 | 345              |
| 2015年 | 359              |
| 2016年 | 353              |
| 2017年 | 371              |
| 2018年 | 362              |
| 2019年 | 367              |
| 2020年 | 268              |
| 2021年 | 292              |
| 2022年 | 359              |
| 2023年 | 352              |

## 駅周辺

### 東側
- 駅東口交通広場（駅前ロータリー）
- ディスカウントドラッグコスモス木花店
- 宮崎医療生活協同組合このはな生協クリニック
- サンマリンスタジアム宮崎
- 木崎浜海水浴場（サーフィンの名所）

### 西側
- 駅西口交通広場（西口前ロータリー）
  - 宮崎交通：木花駅西口バス停
  - 木花巡回バス：木花駅前バス停
- 宮崎第一信用金庫木花支店
- 宮崎市立木花小学校
- 宮崎中央農業協同組合木花支店
- 宮崎銀行木花支店
- 宮崎市役所木花地域センター
- Aコープ木花店
- 木花郵便局
- 宮崎学園都市

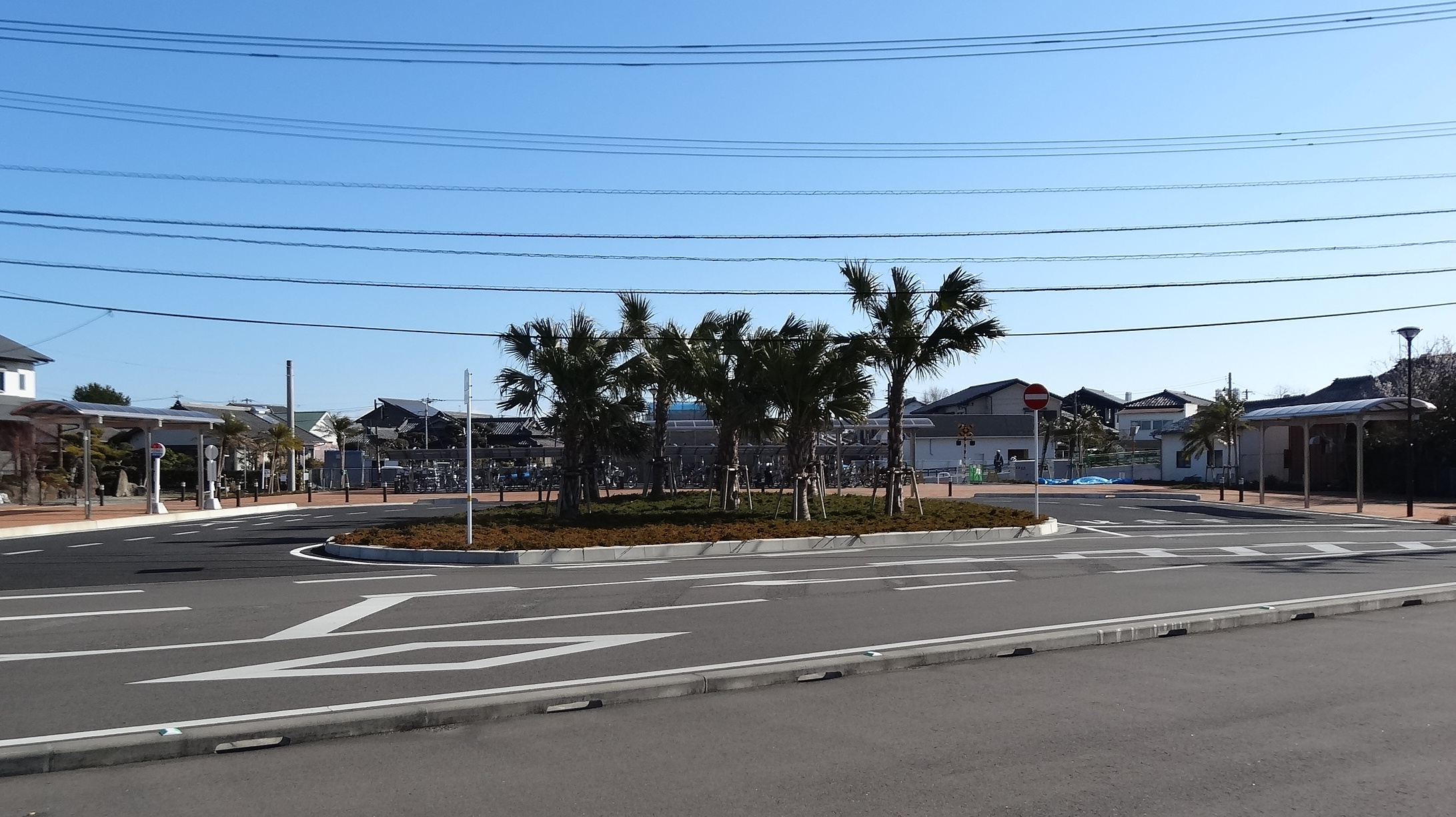
西口前ロータリー（2015年2月）

  - 宮崎大学木花キャンパス等：約2.6kmあり徒歩では厳しい。前述の宮崎交通バスと木花巡回バスが、駅前から大学・タウンセンター方面へ運行している。

## 隣の駅
九州旅客鉄道（JR九州）
■日南線
■快速「日南マリーン号」
田吉駅 - 木花駅 - 運動公園駅
■普通
南方駅 - 木花駅 - 運動公園駅